# Daigaku wa Deta keredo
Daigaku wa Deta keredo (大学は出たけれど, Daigaku wa Deta keredo, lit. "Embora eu tenha me formado na universidade") (bra: Eu Passei de Ano, Mas...) é um filme mudo japonês de 1929 dirigido por Yasujirō Ozu. Grande parte desse filme se encontra perdido, exceto por um trecho de aproximadamente 10 minutos.
O amigo e colega de trabalho de Ozu na produção, Hiroshi Shimizu, que coescreveu o roteiro, foi originalmente escalado para dirigir o filme. A esposa de Shimizu, Kinuyo Tanaka, também participou no filme.

## Sinopse
A trama envolve um jovem (Minoru Takada) que recusa um emprego de recepcionista após se formar na faculdade porque sente que não é bom o suficiente para ele, mas precisa enganar sua mãe (Utako Suzuki) e sua noiva (Tanaka) fazendo-as pensar que ele tem um trabalho. Depois de se casar com sua mulher, ele admite a ela que está desempregado, e pouco tempo depois ela consegue um emprego em um bar. Depois de uma discussão do casal, ele pede desculpas por ser irresponsável. Ele volta para a empresa que recusou trabalhar para aceitar a proposta de emprego como recepcionista, mas em vez disso lhe dão um cargo como assalariado.

## Análise

### Conteúdo
Um pôster do filme de comédia muda de Harold Lloyd, Speedy, é usado como item decorativo de fundo no filme. Uma piada visual que ocorre no filme é quando um homem pede desculpas à esposa e, de repente, dá um tapa na cabeça dela, mas é então revelado que ele estava matando um mosquito.

### Comparações com outros filmes de Ozu do mesmo período
De acordo com Donald Richie, o filme de Ozu de 1930, Rakudai wa shitakeredo foi parcialmente baseado neste filme. Para David Bordwell Rakudai wa shitakeredo apresenta uma situação oposta a este filme, na medida em que o protagonista não se forma, ele, consequentemente, não precisará enfrentar o momento de arrumar o seu primeiro emprego e conseguirá se manter desempregado. Ambos os filmes refletem um tema que permeia vários filmes de Ozu da época, o do desemprego juvenil no Japão.
Akira Iwasaki descreveu os filmes de Ozu nessa faixa de tempo, onde se inicia com este filme e estende-se até Umarete wa mita keredo, tendo "retratado mais diretamente a depressão psicológica do "período negro" do que qualquer outro filme". Um crítico da Kinema Jumpo reclamou que as brincadeiras do filme eram "chocantes" e que o final feliz prejudicava a mensagem social.

### Estrutura do filme
Bordwell comentou a respeito da simetria na qual o filme foi moldado, inclusive como ele começa e termina com cenas no escritório da empresa com resultados opostos, e como, a princípio, o homem finge ter um emprego quando não tem, mas depois sua a noiva finge não ter um quando ela na verdade tem.